# Humfried III. von Toron
Humfried III. von Toron († vor 1173) war Herr von Oultrejordain und der Sohn des Humfried II. von Toron, Herr von Toron.
Er heiratete 1163 Stephanie von Milly, die Tochter des Philipp von Milly, Herren von Oultrejordain, wodurch er 1168 aus dem Recht seiner Frau Herr von Oultrejordain wurde.
1173 wurde seine Hauptfestung Karak von Nur ad-Din belagert, doch Humfried konnte ihn zum Rückzug zwingen. Im gleichen Jahr starb Humfried.
Mit Stephanie hatte er zwei Kinder:
- Humfried IV. von Toron, der seinen Großvater Humfried II. 1179 mit der Herrschaft Toron beerbte, da Humfried III. bereits 1173 gestorben war.
- Isabella von Toron, die 1181 Ruben III. Fürst von Armenien heiratete.

Stephanie behielt nach seinem Tod die Herrschaft Oultrejordain und heiratete erneut.